# Трапезников, Николай Галактионович
Николай Галактионович Трапезников (1905—1976) — советский хозяйственный, государственный и политический деятель.

## Биография
Родился в 1905 году в Вологде.
С 1919 года — на хозяйственной, общественной и политической работе. В 1919—1959 гг. — конторщик станции Вологда, заместитель заведующего Вологодским уездным земельным управлением, председатель Исполнительного комитета Грязовецкого волостного Совета, заведующий Сокольским районным земельным отделом, уполномоченный Вологодского оперативного сектора ГПУ, в Управлении НКВД по Северному краю и Архангельской области, заместитель начальника III-го отдела НКГБ/Особого отдела НКВД/Отдела контрразведки Народного комиссариата обороны Архангельского военного округа, начальник Отдела контрразведки 65-й армии и 4-й армии, начальник Управления МГБ по Ростовской области, начальник Управления МГБ по Ярославской области, начальник Управления МВД по Ярославской области, заместитель начальника Управления КГБ по Горьковской области.
Член ВКП(б) с 1929 года.
Избирался депутатом Верховного Совета РСФСР 3-го созыва.
Умер в Горьком в 1976 году. Похоронен на кладбище «Марьина Роща».